# Oltressenda Alta
Oltressenda Alta (lombardul: Oltressènda Ólta) település Olaszországban, Lombardia régióban, Bergamo megyében. Lakosainak száma 135 fő (2023. január 1.). Oltressenda Alta Vilminore di Scalve, Ardesio, Gromo, Clusone, Rovetta és Villa d’Ogna községekkel határos.

## Népesség
A település lakossága az elmúlt években az alábbi módon változott:
| Lakosok száma | 152  | 146  | 135  |
|               | 2017 | 2018 | 2023 |